# Monitory typu Abercrombie
Monitory typu Abercrombie – typ brytyjskich monitorów z okresu I wojny światowej. Okręty miały wyporność 6150 ton i osiągały prędkość 6,5 węzła, a ich główne uzbrojenie stanowiły dwa działa kalibru 356 mm produkcji amerykańskiej, uzupełniane przez artylerię mniejszego kalibru. W latach 1914–1915 w stoczniach Harland and Wolff i Swan Hunter & Wigham Richardson zbudowano cztery okręty tego typu. Jednostki zostały wcielone do służby w Royal Navy w maju i czerwcu 1915 roku. Monitory wzięły czynny udział w działaniach wojennych na Morzu Śródziemnym, uczestnicząc m.in. w kampanii dardanelskiej. Z wyjątkiem zatopionego w styczniu 1918 roku w bitwie koło Imroz „Raglana”, pozostałe trzy okręty zostały wycofane ze służby w 1919 roku. „Abercrombie” i „Havelock” zostały złomowane w 1927 roku, natomiast „Roberts” wykorzystywany był jako maszt kotwiczny i stacja paliwowa dla sterowców oraz służył do testów nowych rozwiązań ochrony podwodnej części kadłuba, a w 1936 roku został sprzedany w celu złomowania.

## Historia powstania
Wojna światowa, która wybuchła w sierpniu 1914 roku, unaoczniła nieprzygotowanie do walki niemal wszystkich uczestniczących w nim flot, w tym brytyjskiej Royal Navy. Gdy 30 października po raz drugi w swym życiu Pierwszym Lordem Morskim został John Arbuthnot Fisher, z właściwą sobie energią zaczął realizować nowe koncepcje strategiczne, zakładające m.in. plan przeprowadzenia desantu na niemieckim wybrzeżu Bałtyku siłami armii rosyjskiej wspartej przez flotę brytyjską, co wiązało się z forsowaniem przez Royal Navy Cieśnin Duńskich. Planowane działania wymagały posiadania okrętów artyleryjskich o dużej sile ognia, mogących wspomóc lądowanie sił desantowych, oraz niewielkim zanurzeniu, zdolnych do działań na wodach przybrzeżnych. W rezultacie projektanci rozpoczęli prace nad wielkimi krążownikami typu Courageous oraz mniejszymi, znacznie prostszymi okrętami, dysponującymi silniejszym uzbrojeniem od kanonierek – monitorami. Zadaniem tych ostatnich miało być także uczestnictwo w operacji zaplanowanej przez Pierwszego Lorda Admiralicji Winstona Churchilla, która zakładała zdobycie cieśnin tureckich, co umożliwić miało transport zaopatrzenia do Rosji przez Morze Czarne. Wobec stabilizacji frontu zachodniego, opartego na północy o wybrzeże kanału La Manche, nowo projektowane monitory potrzebne były także jako okręty wspierające obronę wojsk Ententy, mające zastąpić zbyt narażone na uszkodzenie lub nawet utratę okręty liniowe. Inną koncepcją ich użycia miało być wsparcie sił mających zdobyć wyspę Borkum.
3 listopada 1914 roku wizytę w Wielkiej Brytanii złożył Charles M. Schwab, prezes amerykańskiego koncernu Bethlehem Steel, spotykając się m.in. z Fisherem i Churchillem. Poza zawarciem kontraktu na budowę w neutralnych wówczas Stanach Zjednoczonych 20 okrętów podwodnych dla Royal Navy, Schwab zaoferował Admiralicji sprzedaż czterech niemal ukończonych wież artyleryjskich z armatami kalibru 356 mm (14 cali), zamówionych przez Grecję dla budowanego w Niemczech pancernika „Salamis”. 10 listopada Brytyjczycy przyjęli ofertę i zakupili osiem dział, cztery podwójne łoża, cztery opancerzone wieże, dwa zestawy opancerzonych barbet i po 500 sztuk pocisków i ładunków miotających na lufę, z zamiarem wykorzystania na mających dopiero powstać monitorach, nazwanych wstępnie typem Styx.

## Projekt i budowa
Trzeci Lord Morski, kontradmirał F.C.T. Tudor zlecił szefowi Departamentu Budowy Okrętów (ang. Department of the Director of Naval Construction), którym był Eustace Tennyson d’Eyncourt, skonstruowanie opancerzonego okrętu artyleryjskiego o zanurzeniu nieprzekraczającym 3,05 metra, o maksymalnym stopniu ochrony przed torpedami i minami, osiągającego prędkość 10 węzłów i uzbrojonego w amerykańską wieżę z dwoma armatami kalibru 356 mm. Już 6 listopada powstał wstępny projekt okrętu o wyporności około 6000 ton, stworzony przez A.M. Worthingtona, a trzy dni później jego dopracowaniem zajął się Charles S. Lillicrap. Ważnym elementem ochrony przeciwpodwodnej były tzw. bąble przeciwtorpedowe, zwiększające szerokość o 4,58 metra z każdej burty; zastosowanie tych elementów jednak nie tylko zmniejszało prędkość i manewrowość, ale też powodowało problemy z budową jednostek tego typu (odpowiednia infrastruktura stoczniowa) i ich późniejszym dokowaniem. 17 listopada były gotowe linie teoretyczne kadłuba, na podstawie których w ośrodku Admiralty Experiment Works w Haslar koło Portsmouth powstał model, przeznaczony do prób przeprowadzonych w basenie testowym. Badania modelu wykazały, że zakładana moc siłowni (2000 KM) nie zapewni osiągnięcia prędkości 10 węzłów, wskazywano też na potrzebę zmiany kształtu kadłuba; lecz jako że stocznia już rozpoczęła prace nad budową prototypowej jednostki, proponowane zmiany zostały odrzucone.
Z czterech monitorów typu Abercrombie trzy zbudowane zostały w stoczni Harland and Wolff (dwa w Belfaście i jeden w Govan), a jeden powstał w stoczni Swan Hunter & Wigham Richardson w Wallsend. Stępki okrętów położono w grudniu 1914 roku, zwodowane zostały w kwietniu 1915 roku. W lutym 1915 roku do stoczni dotarły przewiezione z USA działa głównego kalibru i rozmontowane wieże, które zostały złożone w zakładach Coventry Ordnance Works i Armstrong Whitworth’s Elswick Ordnance Company.
Początkowo, w lutym 1915 roku jednostkom nadano oznaczenia alfanumeryczne M1 – M4, po czym w tym samym miesiącu otrzymały nazwy upamiętniające amerykańskich dowódców wojskowych okresu wojny secesyjnej: admirała Davida Farraguta, generała Ulyssesa Granta, generała Roberta E. Lee i generała Thomasa Jacksona. Władze USA wystosowały jednak protest, powołując się na swą neutralność, więc 31 maja monitory powróciły do pierwotnych oznaczeń. Między 19 a 23 czerwca za aprobatą króla Jerzego V okręty otrzymały nazwy na cześć XIX-wiecznych brytyjskich dowódców wojskowych: generała Ralpha Abercromby’ego, generała Henry’ego Havelocka, marszałka polnego lorda Raglana i marszałka polnego Fredericka Robertsa.
Koszt pojedynczego okrętu wyniósł około 550 000 £, na co składało się 215 000 £ za budowę i wyposażenie jednostki w stoczni i 335 000 £ za importowane uzbrojenie wraz z amunicją.
| Okręt             | Stocznia                                  | Położenie stępki | Wodowanie        | Wejście do służby | Los                                               |
| ----------------- | ----------------------------------------- | ---------------- | ---------------- | ----------------- | ------------------------------------------------- |
| HMS „Abercrombie” | Harland and Wolff, Belfast                | 12 grudnia 1914  | 15 kwietnia 1915 | 29 maja 1915      | wycofany ze służby 9 maja 1919, złomowany w 1927  |
| HMS „Havelock”    | Harland and Wolff, Belfast                | 12 grudnia 1914  | 29 kwietnia 1915 | 18 maja 1915      | wycofany ze służby 14 maja 1919, złomowany w 1927 |
| HMS „Raglan”      | Harland and Wolff, Govan                  | 1 grudnia 1914   | 24 czerwca 1915  | 18 maja 1915      | zatopiony 20 stycznia 1918                        |
| HMS „Roberts”     | Swan Hunter & Wigham Richardson, Wallsend | 17 grudnia 1914  | 15 kwietnia 1915 | 14 czerwca 1915   | wycofany ze służby 26 maja 1919, złomowany w 1936 |

## Dane taktyczno-techniczne

### Charakterystyka ogólna
Okręty typu Abercrombie były monitorami o wysokim, płaskim kadłubie o masie 2091 ton, wewnątrz którego znajdowały się trzy ciągłe pokłady: górny, główny i ładowni. Na sięgającym na ¾ długości kadłuba płaskim pokładzie dziobowym znajdowały się: opancerzone stanowisko dowodzenia, wieża artyleryjska, trójnożny maszt oraz pojedynczy komin. Umiejscowienie stanowiska dowodzenia przed wieżą artyleryjską okazało się niefortunne, więc przeniesiono je na platformę reflektora bojowego umieszczoną w połowie wysokości masztu, co jednak spowodowało jego zadymianie. Podczas pierwszych remontów podwyższono więc kominy o 3,66 metra (12 stóp), by rozwiązać ten problem. Górny pokład był częściowo otwarty z obu burt i znajdowały się na nim m.in. kuchnie i toalety; pozostałe dwa pokłady mieściły maszynownię, kotłownię wraz z mechanizmami pomocniczymi, zasobnie węglowe, komory amunicyjne, magazyny i pomieszczenia mieszkalne. Integralną częścią kadłuba, zastosowaną po raz pierwszy na brytyjskich okrętach, były umieszczone na poziomie pokładu ładowni tzw. bąble przeciwtorpedowe o szerokości 4,58 metra każdy, składające się z dwóch części oddzielonych grodzią o grubości 38 mm (1,5 cala): wodoszczelnej zewnętrznej o szerokości 2,05 metra oraz otwartej wewnętrznej wypełnionej wodą morską, wpływającą przez otwory w poszyciu, o szerokości 1,53 metra. Wzdłuż „bąbla” zamocowana była linka stalowa, mająca chronić kadłub przed minami kotwicznymi.
Okręty miały długość całkowitą wynoszącą 102 metry (97,54 metra między pionami), szerokość całkowitą 27,5 metra (z „bąblami”; szerokość samego kadłuba wynosiła 18,29 metra) i zanurzenie 3,05 metra. Wyporność pełna wynosiła 6150 długich ton), a lekka 5300 ts.
Załoga pojedynczego okrętu składała się początkowo z 198 osób – 12 oficerów oraz 186 podoficerów i marynarzy. Kabiny oficerskie znajdowały się na pokładzie głównym w części rufowej, a pomieszczenia dla podoficerów i marynarzy na tym samym poziomie na śródokręciu i dziobie. Były to duże, wieloosobowe sale przeznaczone jednocześnie do spania, spożywania posiłków i rekreacji, w których każdy członek załogi miał swój hamak, miejsce do siedzenia i szafkę na rzeczy osobiste; ogrzewane były piecykami węglowymi i miały wentylację mechaniczną. Instalacja dodatkowego uzbrojenia podczas wojny spowodowała wzrost liczebności załogi do 208 osób.

### Napęd
Siłownię jednostek stanowiły dwie pionowe maszyny parowe potrójnego rozprężania o łącznej mocy projektowej 2000 KM. Faktycznie na poszczególnych okrętach maszyny osiągały moc od 1800 do 2310 KM. Parę wytwarzały dwa kotły wodnorurkowe Babcock & Wilcox o ciśnieniu roboczym 14 at, opalane węglem. Okręty napędzały dwie trójłopatowe śruby o średnicy 2,29 metra każda i skoku 2,59 metra; miały one dwa równoległe stery. Maksymalna prędkość okrętów wynosiła 6,5 węzła. Normalny zapas węgla wynosił 200 ton, a maksymalny 380 ton, co pozwalało osiągnąć zasięg wynoszący 1340 Mm przy prędkości 6 węzłów. Zużycie paliwa wynosiło około 40 ton węgla i 5–9 ton wody kotłowej na dobę. Masa siłowni z zapasem wody kotłowej wynosiła 376 ton.
Energię elektryczną wytwarzały dwa generatory elektryczne o mocy po 200 kW, napędzane głównymi silnikami parowymi, zużywające moc 300 KM na każdy generator.

### Uzbrojenie i jego modyfikacje

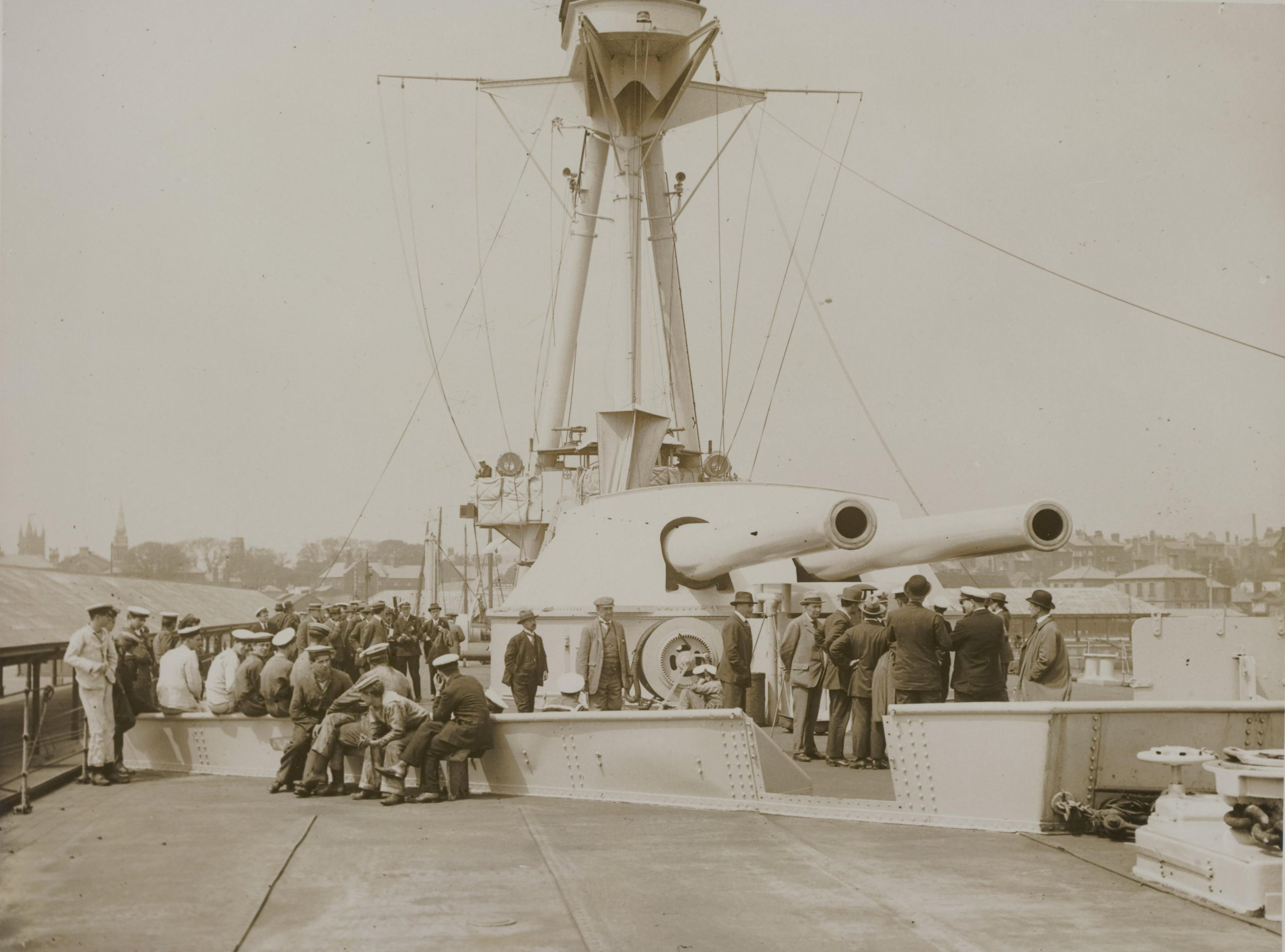
Dziennikarze na pokładzie monitora typu Abercrombie. Widoczna wieża dział kalibru 356 mm.

Główną bronią artyleryjską monitorów były dwa działa kalibru 356 mm BL Mark II L/45 produkcji zakładów Bethlehem Steel, umieszczone w obrotowej pancernej wieży. Działa miały stanowić uzbrojenie budowanego na greckie zamówienie w Niemczech drednota „Salamis”, a w US Navy wyposażone w nie były pancerniki typów New York, Nevada i Pennsylvania. Lufa miała długość 16,32 metra (45 kalibrów), w tym część gwintowana 15,82 metra. Masa lufy z zamkiem wynosiła 63,1 tony, a cała wieża z pancerzem i wyposażeniem ważyła 620 ton. Elektrycznie napędzana wieża mogła się obracać w zakresie kątów od 0° do 150° na każdą burtę z prędkością 100° na minutę, a kąt podniesienia lufy wynosił od -1° do +15°, regulowany z prędkością 4° na sekundę. Działa wykorzystywały amunicję rozdzielnego ładowania: pociski odłamkowo-burzące (HE) 4 C.R.H. o masie 615 kg, wystrzeliwane przy pomocy ładunku miotającego N.C.T. o masie 106 kg, który składał się z rurek z nitrocelulozy w jedwabnych woreczkach. Maksymalna donośność wystrzeliwanego z prędkością początkową 762 m/s pocisku wynosiła 18 200 metrów, a szybkostrzelność 1–2 strzały na minutę. Łączny zapas amunicji bojowej kalibru 356 mm wynosił 240 sztuk (na okrętach przewożono również 30 pocisków ćwiczebnych). Pociski i ładunki miotające znajdowały się w położonych na pokładzie ładowni komorach amunicyjnych, poniżej wodnicy; pociski były przechowywane w pozycji pionowej. Ogień dział artylerii głównej był kierowany za pomocą dalmierza, zainstalowanego na maszcie głównym.
W 1916 roku na „Abercrombie”, „Raglanie” i „Robertsie” zainstalowano dodatkowo pojedyncze działo kalibru 152 mm (6 cali).
Na pokładzie górnym, pod pokładem dziobowym, zamontowano po obu stronach burt dwa pojedyncze działa kalibru 76,2 mm QF 12-pounder 18 cwt Mark I L/50 . Długość lufy o żywotności 1200 wystrzałów wynosiła 3,81 metra (50 kalibrów), a masa działa 914,4 kg. Działa wystrzeliwały pociski 2 C.R.H. HE o masie 5,63 kg za pomocą ładunku kordytu MD o masie 1,23 kg. Maksymalna donośność wystrzeliwanego z prędkością początkową 792 m/s pocisku wynosiła 8460 metrów, a szybkostrzelność 15 strzałów na minutę. Łączny zapas amunicji kalibru 76,2 mm wynosił 400 sztuk. W latach 1915–1916 działa kalibru 76,2 mm zostały przeniesione na pokład dziobowy i osadzone na podstawach typu HA, dzięki którym mogły prowadzić ogień do celów powietrznych.
Broń przeciwlotniczą stanowiły dwa pojedyncze działa kalibrów 47 i 40 mm, umieszczone odpowiednio po prawej i lewej stronie na końcu pokładu dziobowego. Działo kalibru 47 mm 3-pdr QF Mark I L/50, zamontowane na łożu HA Mark III, miało lufę o długości 2,35 metra (50 kalibrów) i masę 305 kg, a kąt podniesienia lufy wynosił od -5° do +80°. Działo wystrzeliwało pociski HE o masie 1,5 kg za pomocą ładunku kordytu o masie 0,38 kg. Maksymalna donośność pozioma wystrzeliwanego z prędkością początkową 784 m/s pocisku wynosiła 5120 metrów (pionowa 4570 metrów), a szybkostrzelność do 25 strzałów na minutę. Zapas amunicji kalibru 47 mm wynosił 500 sztuk. Automatyczne działo kalibru 40 mm 2-pdr Vickers QF Mark II L/39 miało lufę o długości 1,57 metra (39 kalibrów) i masę 239 kg. Masa pocisku wynosiła 0,91 kg, a ładunek kordytu ważył 93 g. Szybkostrzelność wynosiła 200 strzałów na minutę, a donośność przy kącie podniesienia lufy 45° 6310 metrów. Zapas amunicji kalibru 40 mm wynosił 1000 sztuk. Po 1916 roku okręty otrzymały też dodatkowe działa kalibru 76,2 mm QF 20 cwt na podstawie przeciwlotniczej („Abercrombie”, „Raglan” i „Roberts” po jednym, a „Havelock” dwa).
Broń artyleryjską uzupełniały cztery pojedyncze karabiny maszynowe Maxim kalibru 7,7 mm, o szybkostrzelności teoretycznej 450 strzałów na minutę i łącznym zapasie amunicji 20 000 sztuk, nominalnie zamontowane na górnym pokładzie, które jednak mogły zostać użyte na okrętowych łodziach. Łączna masa uzbrojenia wraz z amunicją wynosiła 845 ton.

### Opancerzenie
Głównym elementem opancerzenia okrętów był znajdujący się wewnątrz kadłuba, wykonany ze stali Kruppa nachylony do środka pas burtowy o grubości 102 mm (4 cale) i szerokości 3,66 metra, rozciągający się od wodnicy do pokładu górnego, zamknięty na obu końcach poprzecznymi grodziami o grubości również 102 mm. Stworzona w ten sposób pancerna cytadela chroniła pomieszczenia siłowni, trzon wieży artyleryjskiej oraz komory amunicyjne. Przedłużeniem skosu w dół był wykonany ze stali Kruppa pionowy pancerz na wysokości „bąbla” przeciwtorpedowego, także o grubości 102 mm. Pokład dziobowy miał grubość 25 mm (1 cal), pokład górny na śródokręciu 51 mm (2 cale), a pokład główny na dziobie i rufie miał grubość 25 mm (wszystkie wykonane ze stali o podwyższonej wytrzymałości, ang. High Tensile – HT).
Maszyna sterowa chroniona był pancerzem o grubości 38 mm (1,5 cala). Stanowisko dowodzenia chronione było pancerzem o grubości 152 mm (6 cali) z boku i 63,5 mm (2,5 cala) z góry, a umieszczone na maszcie stanowisko kierowania ogniem miało ściany boczne i podest o grubości 25 mm. Wieże dział głównego kalibru opancerzone były od czoła płytami o grubości 254 mm (10 cali), ściany boczne i tylna miały grubość 178 mm (7 cali), a dach miał grubość 102 mm. Barbeta miała pancerz grubości 203 mm na odcinku od wieży do pokładu górnego, a poniżej jej grubość spadała do 51 mm. Łączna masa opancerzenia jednostki wynosiła 1852 tony, co stanowiło około 30% całkowitej masy monitora.

### Wyposażenie
Jako środki ratownicze i komunikacyjne okręty miały na wyposażeniu dwa kutry i łódź motorową (wszystkie o długości 9,2 metra), zawieszone na żurawikach w rufowej części pokładu górnego, a także umieszczony na pokładzie dziobowym bączek o długości 4,9 metra i cztery tratwy ratunkowe Carley. Okręty były przystosowane do przenoszenia wodnosamolotu pokładowego do korygowania ognia artyleryjskiego, przechowywanego w stanie złożonym w znajdujących się za kominem dwóch pojemnikach o wymiarach 9,46 × 3,66 × 3,97 metra, opuszczanego i podnoszonego z wody przez dwa żurawiki. W 1915 roku na pokładzie HMS „Abercrombie” zaokrętowano maszynę Sopwith Schneider, a HMS „Raglan” otrzymał w tym czasie wodnosamolot Short Type 166 (w 1917 roku na wyposażeniu „Raglana” znajdował się Short Type 184).

## Służba

### I wojna światowa

#### Kampania dardanelska

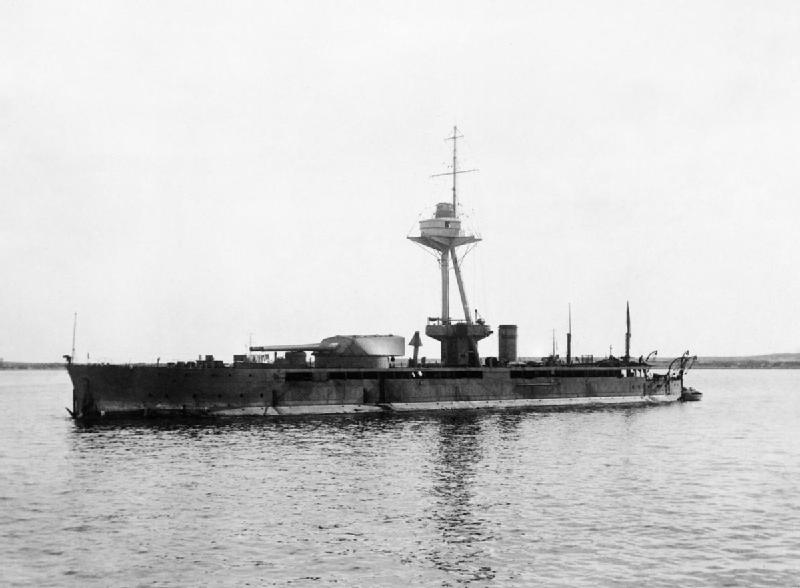
HMS „Havelock” w 1915 roku

Monitory zostały wcielone do służby w Royal Navy między 18 maja a 14 czerwca 1915 roku. 7 czerwca Pierwszy Lord Admiralicji Arthur Balfour podjął decyzję o wysłaniu 15 monitorów, w tym wszystkich czterech typu Abercrombie na Morze Śródziemne, w celu wsparcia kampanii dardanelskiej. Po dokonaniu w kwietniu 1915 roku lądowania na Półwyspie Gallipoli, walczące na lądzie oddziały wymagały artyleryjskiego wsparcia ze strony okrętów, jednak po utracie jednego francuskiego („Bouvet”) i trzech brytyjskich pancerników („Irresistible”, „Ocean” i „Goliath”), postanowiono skierować do walki mniej wartościowe jednostki.
Między 24 a 30 czerwca, po przeprowadzonych remontach stoczniowych, wszystkie cztery monitory wyszły w liczący około 3000 Mm rejs w rejon cieśnin tureckich, w towarzystwie krążowników, które w celu zwiększenia tempa płynięcia kilkakrotnie brały monitory na hol. Okręty dotarły do głównej bazy alianckiej floty na Morzu Egejskim – Mudros między 12 a 22 lipca.
Pierwszy do walki wszedł HMS „Abercrombie”, wystrzeliwując w ciągu 50 minut 12 pocisków kalibru 356 mm w kierunku składów amunicji na azjatyckim wybrzeżu Dardaneli nad zatoką Eren Keui, nie osiągając trafień (sam natomiast otrzymał trafienie pociskiem kalibru 150 mm, który wpadł do położonej na rufie kabiny dowódcy, nie eksplodując). HMS „Roberts” 23 lipca został skierowany na południe od wyspy Tavşan w celu prowadzenia ostrzału położonych na azjatyckim brzegu Dardaneli tureckich baterii; spędził na tej pozycji pięć miesięcy, otrzymując w tym czasie kilka trafień pociskami małego kalibru oraz stając się celem bombardowania ze strony tureckiego lotnictwa. W dniach 6–7 sierpnia „Abercrombie”, „Havelock” i „Raglan” zostały przydzielone do zespołu okrętów wspierających desant w zatoce Suvla. Zadaniem „Abercrombie” i „Raglana” był ostrzał wsi Krythia i wzgórza Achi Baba, natomiast „Havelock” otrzymał rozkaz zwalczania osmańskich okrętów, które operowały w cieśninach. Podczas walk w zatoce Suvla trzy monitory wystrzeliły łącznie 138 pocisków odłamkowo-burzących kalibru 356 mm, a ich ostrzał był korygowany przez wodnosamoloty pokładowe i operujące z lądu samoloty Royal Naval Air Service. Duże zużycie importowanej amunicji zmusiło jednak dowództwo do ograniczenia częstotliwości prowadzenia ostrzału przez jednostki typu Abercrombie do 10 pocisków na tydzień. We wrześniu wszystkie monitory typu Abercrombie weszły w skład I dywizjonu Eskadry Specjalnej.
W związku z przystąpieniem 14 października 1915 roku Bułgarii do wojny po stronie państw centralnych, 22 listopada „Havelock” wraz z monitorem HMS M18 zostały przebazowane na Milos, a „Abercrombie” wspierał ogniem swojej artylerii cele położone w okolicy Przylądka Helles. W grudniu 1915 roku alianci podjęli decyzję o wycofaniu wojsk z Gallipoli, a monitory I dywizjonu miały stanowić osłonę operacji ewakuacji znajdujących się na plażach 130 000 żołnierzy. „Havelock” i „Abercrombie” odpierały kontrataki wojsk osmańskich podczas ewakuacji sił alianckich z tzw. zatoki Anzac i zatoki Suvla, zakończonej w nocy z 19 na 20 grudnia bez strat ludzkich, a od 20 grudnia ubezpieczały operację ewakuacyjną ponad 37 000 żołnierzy zgromadzonych na Przylądku Helles, która zakończyła się z 8 na 9 stycznia 1916 roku.
Po ewakuacji wojsk alianckich z Dardaneli, w styczniu 1916 roku „Havelock” i „Raglan” ostrzelały linię kolejową łączącą Saloniki z Konstantynopolem, a „Roberts” wraz z dwoma monitorami typu Lord Clive i dwoma typu M operował pod Tavşan z zadaniem ostrzału tureckich baterii na azjatyckim brzegu. Następnie w wyniku decyzji Admiralicji „Abercrombie” i „Raglan” pozostały na Morzu Śródziemnym, a do Wielkiej Brytanii odesłano pozostałe dwa siostrzane monitory – „Havelock” i „Roberts”. Obie jednostki wyszły z Mudros 14 lutego i na holu węglowców dotarły w kwietniu do Portsmouth, gdzie trafiły na remont stoczniowy.

#### Dalsza służba „Abercrombie” i „Raglana” na Morzu Śródziemnym
Po ewakuacji wojsk alianckich z Dardaneli „Abercrombie” i „Raglan” pozostały na Morzu Śródziemnym i zostały włączone do Eskadry Egejskiej, która miała za zadanie dozorowanie wyjścia z cieśnin tureckich, zabezpieczenie zajętych wysp greckich u wybrzeży Azji Mniejszej oraz wsparcie artyleryjskie wojsk na froncie salonickim. Bazujący na Imbros „Abercrombie” brał udział w ostrzale oddziałów osmańskich na półwyspie Gallipoli, a następnie uczestniczył w patrolach na wodach Morza Egejskiego, ukierunkowanych na powstrzymanie ewentualnych prób przedarcia się krążownika liniowego „Yavuz Sultan Selim”, operując z Kefalo. W lutym i marcu „Raglan” został przydzielony do zespołu okrętów blokującego Izmir i zachodnie wybrzeże Imperium Osmańskiego, a w kwietniu wspierał ogniem swej artylerii operacje aliantów na froncie salonickim, ostrzeliwując m.in. cele na bułgarskim brzegu Morza Egejskiego. 5 października „Abercrombie” wraz z HMS M32 ostrzelał węzeł kolejowy Bedoma Junction na linii łączącej Konstantynopol z Salonikami, trafiając cel bezpośrednio pięcioma z 17 wystrzelonych pocisków. Do końca 1916 roku „Abercrombie” brał udział w operacjach na północy Morza Egejskiego, by na początku 1917 roku powrócić do Kefalo, skąd uczestniczył w patrolach na wodach u wyjścia z cieśnin tureckich. Od kwietnia do września „Abercrombie” działał pod Stavros nieopodal Salonik, wspierając walczące tam oddziały alianckie, a w kolejnych miesiącach aż do stycznia 1918 roku operował w pobliżu wysp Samos, Imbros, Mitylene i Chios.
20 maja 1917 roku „Raglan” oraz pięć monitorów typu M wziął udział w ostrzale zajętego przez wojska bułgarskie portu Kawala. We wrześniu „Raglan” przeszedł do Port Saidu, by wejść w skład sił brytyjskich szykujących się do podjęcia ofensywy przeciwko wojskom osmańskim stacjonującym na półwyspie Synaj i w południowej części Palestyny. Następnie „Raglan” przepłynął na położone w odległości 9 Mm od Gazy kotwicowisko Deir el Balah, a do akcji wszedł 30 października, kiedy to rozpoczął ostrzał stacji kolejowej w Deir Seneid. Trwające tydzień wsparcie artyleryjskie przyniosło efekt w postaci zniszczenia składu amunicji i uszkodzenia mostu oraz drogi. Po zdobyciu Gazy w dniu 7 listopada, monitor udał się pod Askalon, lecz wkrótce w wyniku szybkich postępów natarcia wojsk brytyjskich linia frontu znalazła się poza zasięgiem dział jednostki. 26 grudnia „Raglan” powrócił pod Imroz, gdzie wraz z monitorem HMS M28 i czterema niszczycielami wszedł w skład II Wydzielonego Dywizjonu, prowadząc dozór wejścia do Dardaneli. Z powodu ostrzału ze strony baterii nadbrzeżnych i zmiennej pogody jednostka krążyła między kotwicowiskami Aliki, Kephalo i Kusu.
Wczesnym rankiem 20 stycznia 1918 roku zespół floty osmańskiej w składzie krążownika liniowego „Yavuz Sultan Selim” i krążownika lekkiego „Midilli” wyszedł z Dardaneli, celem przeprowadzenia rajdu przeciwko alianckim liniom zaopatrzeniowym i ewentualnego zniszczenia okrętów blokujących wyjście z cieśnin tureckich. Osmańskie okręty udały się w kierunku Imroz: nie stwierdziwszy obecności wroga na położonym na południowym wybrzeżu wyspy kotwicowisku Aliki, zaczęły płynąć kursem północno-wschodnim, niszcząc radiostację w Kephalo i docierając do kotwicowiska Kusu, gdzie przebywały siły II Wydzielonego Dywizjonu. Wrogie jednostki zostały zauważone przez załogę niszczyciela HMS „Lizard”, który ostrzegł pozostałe jednostki i przeprowadził nieskuteczny atak torpedowy. Radiostacja „Raglana” nadała informację o ataku, który został odebrany na pokładzie stacjonującego w Mudros przeddrednota HMS „Agamemnon”, po czym załoga okrętu rozpoczęła rozpalanie kotłów i obsadzanie stanowisk artyleryjskich.
Szykujący się do walki HMS „Raglan” stał się celem dział kalibru 15 cm odległego o około 10 000 jardów (9144 metry) krążownika „Midilli”: pierwsza salwa była za krótka o 1000 jardów, druga o 500, a trzecia za długa o 400 jardów. Monitor również otworzył ogień do napastnika, najpierw z armaty kalibru 152 mm, a następnie z jednego z dział artylerii głównej. Dryftery pośpiesznie rozpoczęły stawianie zasłony dymnej, jednak silny ogień przeciwnika uniemożliwił wykonanie tego zadania; w kierunku osmańskiego krążownika lekkiego zaczął również strzelać z działa kalibru 234 mm HMS M28, jednak obie brytyjskie jednostki nie uzyskały trafień. Pocisk z czwartej salwy „Midilli” trafił w umieszczone na maszcie stanowisko kierowania ogniem „Raglana”, zabijając jego obsługę wraz z oficerem artylerii oraz raniąc dowódcę okrętu, kmdra por. (ang. Commander) Broome. Osmański okręt przeszedł na ogień ciągły, co zaowocowało kolejnymi trafieniami, które zniszczyły lewoburtową maszynę parową, komorę amunicyjną działa kalibru 152 mm oraz sieć łączności i instalację oświetleniową. Do ostrzału „Raglana” z artylerii ciężkiej i średniej włączył się też „Yavuz Sultan Selim”, a wystrzelony przez niego pocisk kalibru 28 cm przebił barbetę wieży dział kalibru 356 mm, powodując pożar ładunków miotających. Choć nie doszło do eksplozji komory amunicyjnej, zginęła część załogi wieży; i zakładając, że dowódca monitora nie żyje, jego zastępca wydał rozkaz opuszczenia okrętu. Jednostka otrzymała jeszcze kilka trafień w część dziobową, które spowodowały wybuch komory amunicyjnej dział kalibru 76 mm, a po zalaniu komór amunicyjnych dział artylerii głównej zatonęła o godzinie 8:15 i osiadła na równej stępce na dnie (które znajdowało się na głębokości 12,2 metra). Na pokładzie śmierć poniosło 127 osób, a 93 zostały uratowane.
Po utracie siostrzanej jednostki, „Abercrombie” został jedynym silnie uzbrojonym monitorem na Morzu Egejskim. Przez większość 1918 roku okręt operował ze Stavros, udając się do bazy na Mudros w celu uzupełnienia zapasów i zapewnienia wypoczynku załodze. W sierpniu monitor stał się obiektem nieudanego ataku torpedowego ze strony wrogiego okrętu podwodnego, w wyniku którego został uszkodzony krążownik HMS „Endymion”. 29 października, po zawarciu przez Bułgarię zawieszenia broni, jednostka powróciła na Mudros. 11 listopada, w dniu zakończenia działań wojennych na froncie zachodnim, HMS „Abercrombie” wraz z innymi okrętami brytyjskimi wszedł do Dardaneli i zakotwiczył na wysokości Çanakkale.

#### Dalsza służba „Havelocka” i „Robertsa” na wodach macierzystych

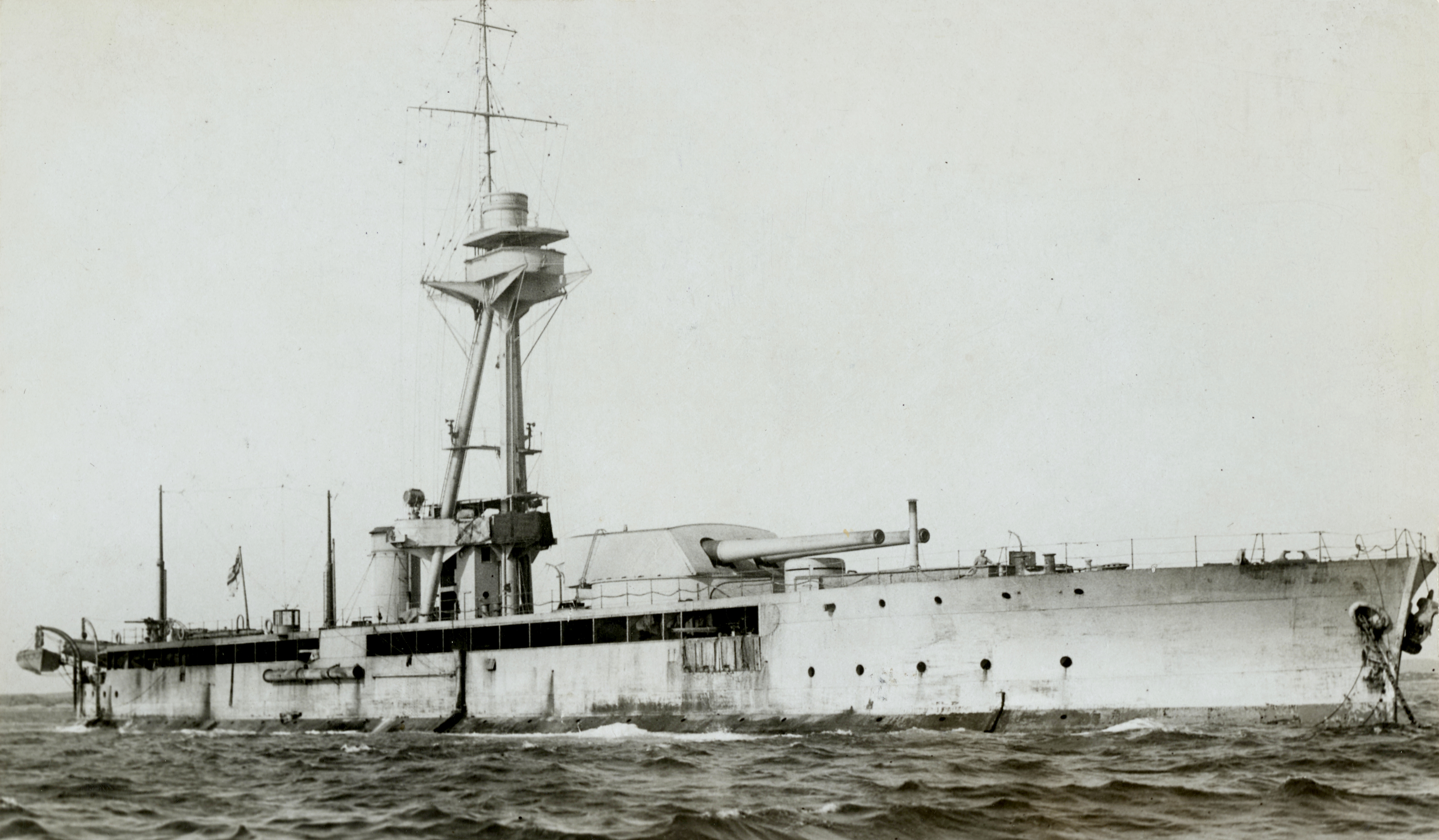
HMS „Roberts” w 1918 roku

Przeprowadzone rankiem 25 kwietnia bombardowanie Yarmouth i Lowestoft przez niemieckie krążowniki liniowe 1. Grupy Rozpoznawczej spowodowały przegrupowanie sił brytyjskich, które miało na celu uniemożliwienie przeprowadzenia przez Niemców podobnych akcji w przyszłości. Między innymi do obrony wschodniego wybrzeża Wielkiej Brytanii przerzucono obydwa wycofane z Morza Śródziemnego monitory typu Abercrombie – „Havelock” został skierowany do Lowestoft, a „Roberts” trafił do Great Yarmouth. „Havelock” przybył do Lowestoft 14 maja, a „Roberts” do Great Yarmouth 27 maja, pełniąc służbę dozorową. W czerwcu i lipcu 1917 roku monitory przeszły remonty stoczniowe, a po ich zakończeniu „Havelock” powrócił do Lowestoft, a „Roberts” udał się w rejon estuarium Tamizy, gdzie został dołączony jako jednostka rezerwowa do składu sił desantowych, przygotowujących się do lądowania na wybrzeżu Belgii. Operację jednak zarzucono i w październiku monitor wrócił do Great Yarmouth, pełniąc tam służbę do zakończenia wojny (identycznie jak „Havelock” w Lowestoft).

### Po I wojnie światowej
W lutym 1919 roku „Abercrombie” wyruszył z Çanakkale w rejs powrotny na Wyspy Brytyjskie, docierając po pięciokrotnym uzupełnianiu paliwa 19 kwietnia do Devonport. Po wyładowaniu amunicji monitor przeszedł do Immingham, dołączając do „Havelocka” i „Robertsa”; między 9 a 26 maja 1919 roku wszystkie trzy jednostki zostały wycofane ze służby. W 1920 roku jednostki przeholowano do Portsmouth i rozbrojono. Monitory zostały wystawione przez Royal Navy na sprzedaż w celu złomowania wraz ze 112 innymi przestarzałymi okrętami i zostały nabyte przez firmę T.W. Ward z Sheffield za kwotę 2,20 £ za tonę, jednak marynarka ostatecznie zamiast nich przekazała T.W. Ward inne okręty, a jednostki pozostawiono w Portsmouth. W 1925 roku „Roberts” został przejęty przez marynarkę do celów eksperymentalnych: początkowo pełnił rolę masztu kotwicznego i stacji paliwowej dla sterowców, a na początku lat 30. XX wieku służył do testów nowych rozwiązań ochrony podwodnej części kadłuba, które zostały później wykorzystane przy projektowaniu m.in. lotniskowca „Ark Royal” czy pancerników typu King George V. W 1927 roku „Abercrombie” i „Havelock” zostały po raz drugi sprzedane firmie T.W. Ward, po czym trafiły do stoczni złomowych. W 1936 roku ten sam los spotkał też „Robertsa”.